# Балбињи
Балбињи (фр. Balbigny) насеље је и општина у источној Француској у региону Рона-Алпи, у департману Лоара која припада префектури Роан.
По подацима из 2011. године у општини је живело 2.864 становника, а густина насељености је износила 168,67 становника/km². Општина се простире на површини од 16,98 km². Налази се на средњој надморској висини од 330 метара (максималној 482 m, а минималној 314 m).

## Демографија
| 1962. | 1968. | 1975. | 1982. | 1990. | 1999. | 2011. |
| ----- | ----- | ----- | ----- | ----- | ----- | ----- |
| 1.840 | 2.023 | 2.314 | 2.469 | 2.415 | 2.616 | 2.864 |

График промене броја становника у току последњих година